# Никольская церковь (Воя)
Никольская церковь — приходской храм Южного благочиния Яранской епархии Русской православной церкви в селе Воя Пижанского района Кировской области.
Объект культурного наследия России, памятник архитектуры.

## История
Первая деревянная Никольская церковь в новокрещенском селе Воя была освящена в 1729 году. 7 декабря 1741 года эта церковь сгорела. 23 марта 1742 года из Казанской духовной консистории дан указ на построение деревянной же церкви во имя Святого Николая Чудотворца. В 1743 году церковь была построена и освящена 31 декабря того же года. Эта церковь 14 марта 1787 года тоже сгорела. 25 мая 1787 года дана храмозданная грамота на построение вновь деревянной церкви с тем же названием с приделом в честь Святого Василия Великого. Церковь построена и оба престола освящены 1 и 2 января 1788 года. В 1821 году рядом с деревянной построена каменная церковь по храмозданной грамоте, данной 9 сентября 1816 года. Старая деревянная Никольская церковь с Васильевским приделом на 1 января 1822 года значится сгоревшей.

## Архитектура
Престолов в каменной церкви два: в холодной – во имя Николая Чудотворца и в теплой – в честь Василия Великого.